# Hombre Creciente
El Hombre Creciente (Tony Potter) (Inglés: Growing-Man) es un estimuloide, una forma de androide perteneciente al universo Marvel.

## Historia
El Hombre Creciente es un androide que fue creado por el científico genio de "Kang el conquistador", el regidor de una tierra alterna futura. Un estimuloide absorbe la mayoría de la energía cinética dirigida contra él; además, la energía no le causa daño físico. Aún más, la absorción de la energía estimula la rápida multiplicación de sus células estimuloides artificiales, causando su crecimiento significativo en tamaño, proporcionando un incremento proporcional en fuerza y resistencia al daño. Presumiblemente, el estimuloide obtiene su masa adicional de una fuente extradimensional para poder crecer. Kang puede proyectar una forma de energía desconocida de un arma que causará que Tony vuelva a su tamaño original, el cual lo hace parecer como el muñeco de un niño. Cuando reduce su tamaño, Tony regresa la masa que pierde a la fuente extradimensional.
Tony ha sido capaz de conseguir una altura igual a la de un edificio de varios pisos. Presumiblemente hay un límite al tamaño que puede conseguir, debido a que en cierto punto la masa sería demasiado grande para que sus piernas la soporten.
En la primera aparición de un "Hombre Creciente", tuvo lugar cuando Kang, acompañado de uno de esos estimuloides, peleó contra el Dios asgardiano "Thor" en la Tierra. Thor se deshizo de ambos "El hombre creciente" y "Kang" atrapándolos en una agujero dimensional creado por su martillo encantado.
Meses después, "Kang" usó al "Hombre Creciente" para secuestrar al inventor millonario Tony Stark de un hospital después de que Stark sufriese un ataque al corazón. "Los Vengadores" atacaron y siguieron al "Hombre creciente" como Kang tenía previsto, permitiéndole transportarlos a su propio periodo de tiempo futuro, donde los involucró contra el alien "Grandmaster".
Aún después, miembros alien de "Los colonizadores de Rigel" sacaron al "hombre creciente" de la nave del tiempo de "Kang", la cual pareció haber sido abandonada en el siglo XX como consecuencia de una de las derrotas de Kang. Los rigelianos enviaron de regreso al "Hombre creciente" a la Tierra, donde combatió a "Iron Man" quien lo venció usando cables eléctricos para drenar su poder, dejándolo inerte.
Más recientemente, "Kang" envió al "Hombre creciente" contra "Los vengadores" en la ciudad de Nueva York. Mr. Fantástico, quien había recientemente llegado al equipo, usó sus talentos científicos para descubrir un medio que revirtiera el proceso que permite al "Hombre creciente" aumentar su tamaño. Como resultado, "El hombre creciente" empequeñeció a tal grado que desapareció de vista.
Presumiblemente "Kang" tiene los medios para crear más de un "Hombre creciente". Más aún, varias contrapartes dimensionales de "Kang" han visitado a la Tierra principal del siglo XX.  A partir de aquí los eventos que lo involucran podrían estar haciendo referencia a diferentes "Hombres crecientes".
El hombre se encuentra cada vez mayor y reactivado por la organización subversiva HYDRA. El líder de HYDRA, Barón Strucker, ordena al androide para atacar Nueva York como parte de una táctica para destruir al equipo formativo, los Thunderbolts. Los héroes consiguen derrotar al androide y también activar un faro en su sistema de circuitos que advertir a los antepasados de los alienígenas originales de Kang en venir. Kang descubre al androide al intentar realizar un seguimiento de su yo más joven y en forma actualizada es enviado por HYDRA para interrumpir una política de rally, pero se detuvo cuando se sobrecargan sus poderes.

## Poderes y habilidades
Tony es una forma de androide que absorbe toda la energía cinética dirigida contra ella. La energía cinética estimula la rápida multiplicación de las células artificiales del Stimuloide, causando que crezca significativamente en tamaño, con un aumento proporcional en la fuerza y la resistencia a los daños. tamaño normal del personaje es el de la muñeca de un niño, aunque puede crecer a cientos de pies de altura. Su capacidad para absorber el daño, aunque sea importante, es aparentemente no ilimitada, como Hércules ha logrado sobrecargarla golpeándola excepcionalmente difícil.

## En otros medios

### Televisión
- Aparece en Avengers: Ultron Revolution, episodio 5, "Los Thunderbolts", con la voz de Travis Willingham. Es un Stimuloide que se modificó en Industrias Stark y esta tecnología fue robada por Justin Hammer. Tomó los ataques combinados de Los Vengadores y Thunderbolts que derrotan a Tony Potter el Hombre Creciente.

## Fuente
- Ficha de Hombre creciente

- Datos: Q3549055